# Inna Eftimova
Inna Ljubomira Eftimova (in bulgaro Инна Любомира Ефтимова?; Sofia, 19 luglio 1988) è una velocista bulgara.
Ha rappresentato la Bulgaria ai Giochi olimpici a Pechino 2008. Mentre ha perso l'occasione di partecipare a Londra 2012 dopo essere risultata positiva alla somatotropina nel corso dei Mondiali 2011 a Taegu e conseguente squalifica per due anni.

## Palmarès
| Anno | Manifestazione                | Sede         | Evento      | Risultato        | Prestazione | Note                                     |
| ---- | ----------------------------- | ------------ | ----------- | ---------------- | ----------- | ---------------------------------------- |
| 2005 | Mondiali allievi              | Marrakech    | 100 m piani | Batteria         | 12"01       |                                          |
| 2005 | Mondiali allievi              | Marrakech    | 200 m piani | Batteria         | 25"14       |                                          |
| 2006 | Mondiali juniores             | Pechino      | 100 m piani | Batteria         | 11"98       |                                          |
| 2006 | Mondiali juniores             | Pechino      | 200 m piani | Batteria         | 24"59       |                                          |
| 2007 | Europei juniores              | Hengelo      | 100 m piani | Argento          | 11"52       |                                          |
| 2007 | Europei juniores              | Hengelo      | 200 m piani | Bronzo           | 23"78       |                                          |
| 2007 | Mondiali                      | Osaka        | 100 m piani | Batteria         | 11"66       |                                          |
| 2007 | Campionati balcanici juniores | Kragujevac   | 100 m piani | Oro              | 11"53       |                                          |
| 2007 | Campionati balcanici juniores | Kragujevac   | 200 m piani | Oro              | 23"79       |                                          |
| 2008 | Mondiali indoor               | Valencia     | 60 m piani  | Semifinale       | 7"33        |                                          |
| 2008 | Giochi olimpici               | Pechino      | 100 m piani | Batteria         | 11"67       |                                          |
| 2008 | Giochi olimpici               | Pechino      | 200 m piani | Quarti di finale | 23"48       |                                          |
| 2009 | Europei indoor                | Torino       | 60 m piani  | Semifinale       | 7"45        |                                          |
| 2009 | Mondiali militari             | Sofia        | 100 m piani | Oro              | 11"49       |                                          |
| 2009 | Mondiali militari             | Sofia        | 200 m piani | Bronzo           | 23"59       |                                          |
| 2010 | Europei                       | Barcellona   | 100 m piani | Batteria         | 11"79       |                                          |
| 2010 | Europei                       | Barcellona   | 4×100 m     | Batteria         | 44"72       |                                          |
| 2011 | Europei indoor                | Parigi       | 60 m piani  | Semifinale       | 7"32        |                                          |
| 2011 | Campionati balcanici          | Sliven       | 100 m piani | Oro              | 11"14       |                                          |
| 2011 | Campionati balcanici          | Sliven       | 4×100 m     | Oro              | 44"49       |                                          |
| 2011 | Mondiali                      | Taegu        | 100 m piani | dq               | dq          |                                          |
| 2012 | Campionati balcanici indoor   | Istanbul     | 60 m piani  | dq               | dq          |                                          |
| 2012 | Mondiali indoor               | Istanbul     | 60 m piani  | dq               | dq          |                                          |
| 2014 | Campionati balcanici          | Pitești      | 100 m piani | Argento          | 11"44       |                                          |
| 2014 | Campionati balcanici          | Pitești      | 200 m piani | Oro              | 23"99       |                                          |
| 2014 | Europei                       | Zurigo       | 100 m piani | Semifinale       | 11"49       |                                          |
| 2014 | Europei                       | Zurigo       | 200 m piani | Semifinale       | 23"27       | Miglior prestazione personale stagionale |
| 2014 | Europei                       | Zurigo       | 4×100 m     | Batteria         | 44"53       |                                          |
| 2015 | Europei indoor                | Praga        | 60 m piani  | Semifinale       | 7"28        | Miglior prestazione personale stagionale |
| 2015 | Campionati balcanici          | Pitești      | 100 m piani | Bronzo           | 11"51       |                                          |
| 2015 | Campionati balcanici          | Pitești      | 200 m piani | 5ª               | 24"05       |                                          |
| 2015 | Mondiali                      | Pechino      | 100 m piani | Batteria         | 11"50       |                                          |
| 2016 | Europei                       | Amsterdam    | 100 m piani | Semifinale       | 11"85       |                                          |
| 2016 | Europei                       | Amsterdam    | 200 m piani | Semifinale       | 23"54       |                                          |
| 2017 | Europei indoor                | Belgrado     | 60 m piani  | Semifinale       | 7"42        |                                          |
| 2017 | Campionati balcanici indoor   | Belgrado     | 60 m piani  | Oro              | 7"35        |                                          |
| 2018 | Campionati balcanici indoor   | Istanbul     | 60 m piani  | Argento          | 7"40        |                                          |
| 2018 | Europei                       | Berlino      | 100 m piani | Semifinale       | 11"52       |                                          |
| 2018 | Europei                       | Berlino      | 200 m piani | Semifinale       | 23"62       |                                          |
| 2018 | Campionati balcanici          | Stara Zagora | 100 m piani | Oro              | 11"45       |                                          |
| 2018 | Campionati balcanici          | Stara Zagora | 200 m piani | Oro              | 23"11       |                                          |
| 2018 | Campionati balcanici          | Stara Zagora | 4×100 m     | Bronzo           | 45"62       |                                          |
| 2019 | Campionati balcanici indoor   | Istanbul     | 60 m piani  | 4ª               | 7"36        |                                          |
| 2019 | Giochi europei                | Minsk        | 100 m piani | 7ª               | 11"62       |                                          |
| 2019 | Campionati balcanici          | Pravec       | 100 m piani | Bronzo           | 11"56       |                                          |
| 2019 | Campionati balcanici          | Pravec       | 200 m piani | Oro              | 23"45       |                                          |
| 2019 | Mondiali                      | Doha         | 100 m piani | Batteria         | 11"79       |                                          |
| 2021 | Europei indoor                | Toruń        | 60 m piani  | Semifinale       | 7"32        |                                          |
| 2021 | Giochi olimpici               | Tokyo        | 100 m piani | Batteria         | 11"46       |                                          |
| 2021 | Giochi olimpici               | Tokyo        | 200 m piani | Batteria         | 23"42       |                                          |

## Altre competizioni internazionali
2009
- Bronzo agli Europei a squadre ( Banská Bystrica), 200 m piani- 24"00

2011
- Oro agli Europei a squadre ( Novi Sad), staffetta 4x100 m - 44"59

2014
- Argento agli Europei a squadre ( Riga), staffetta 4x100 m - 44"63